# Nekmese (Kie)
Nekmese is een bestuurslaag in het regentschap Timor Tengah Selatan van de provincie Oost-Nusa Tenggara, Indonesië. Nekmese telt 1559 inwoners (volkstelling 2010).